# Soraya Pereira
Soraya Pereira Freire (Galicia, 1974) es una maestra y política española.
Fue concejala del Ayuntamiento de Sestao y líder y portavoz del Grupo Municipal Podemos-IU-Equo en el Ayuntamiento de Sestao.

## Biografía
Nació en Galicia en 1974 y se mudó con su familia a Sestao desde muy pequeña. Estudió en las escuelas públicas CPI Antonio Trueba IPI y Albiz de Sestao y después estudió la educación secundaria en el instituto público IES Ángela Figuera BHI de Sestao.
Posteriormente estudió la diplomatura de magisterio en educación primaria en la Universidad del País Vasco, trabajando en distintos centros educativos públicos de Sestao.

## Trayectoria política
Parte del partido Podemos desde sus inicios alrededor del año 2014, colaboró en su creación inicial en el municipio de Sestao. Contribuyó a crear la agrupación de electores Bai Ahal Da-Sí Se Puede (Sestao), junto con otras personas como Inma Arias o Richar Vaquero.

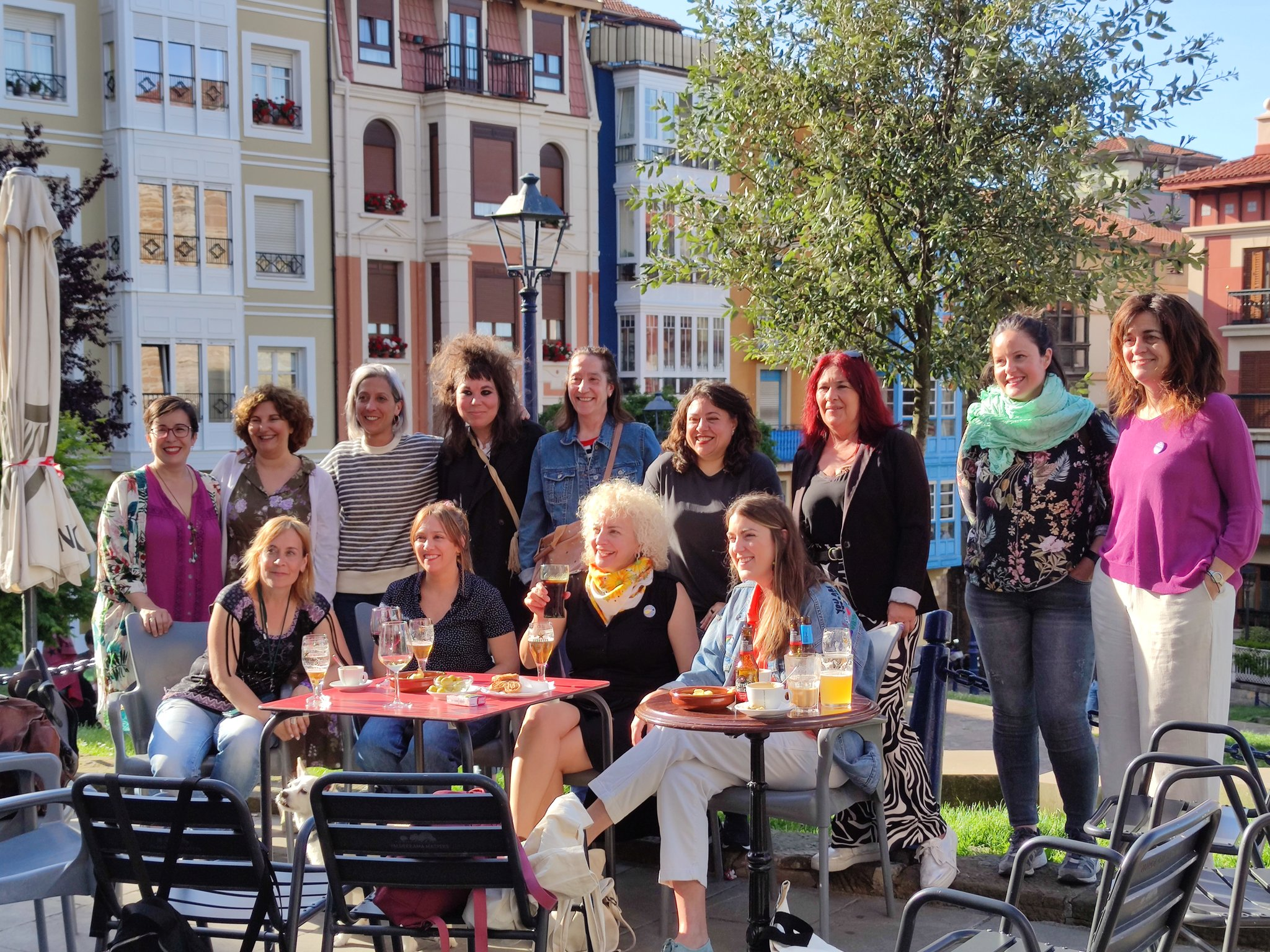
Encuentro Feminista de Podemos Euskadi (Santurce, 2023). Entre otros, Paula Amieva, Pilar Garrido, Eneritz de Madariaga, Natalia Rey, Montserrat Roca, Soraya Pereira, Ángela Sevilla, Mariví Eizaguirre, Ainhoa Lopera, Isabel González y Alba García.

En las elecciones municipales de España de 2015 fue candidata a Alcaldesa de Sestao y cabeza de lista por la agrupación de electores Bai Ahal Da-Sí Se Puede (Sestao), BAD-SSP, candidaturas impulsadas por Podemos. Salió elegida concejala del ayuntamiento y ejerció de líder y portavoz del Grupo Municipal BAD-SSP Sestao en el Ayuntamiento de Sestao. En las elecciones a las Juntas Generales del País Vasco de 2015 Pereira fue candidata a juntera de las Juntas Generales de Vizcaya por la circunscripción de Las Encartaciones, por la candidatura de Podemos.
En las elecciones municipales de España de 2019 volvió a presentarse como candidata a Alcaldesa de Sestao y cabeza de lista electoral de la coalición Elkarrekin Podemos Sestao (Podemos-IU-Equo). Salió electa como concejala y repitió como líder y portavoz del Grupo Municipal Podemos-IU-Equo en el Ayuntamiento. En el año 2020 fue sucedida en el cargo de líder y portavoz del Grupo Municipal por Inma Arias.
En las elecciones municipales de España de 2023, fue candidata en la lista electoral por la coalición Elkarrekin Sestao (Podemos, IU, Equo y Alianza Verde), con Inma Arias como candidata a Alcaldesa de Sestao, aunque no obtuvo el escaño en el consistorio sestaotarra.
Actualmente también es la responsable de campaña y comunicación de Podemos Euskadi.

## Vida personal
Vive en Sestao. Está casada con el psicopedagogo y político Richar Vaquero. Tienen dos hijas.